# Zaposlitveni razgovor
Zaposlitveni razgovor je vnaprej dogovorjen pogovor med zaposlovalcem in iskalcem zaposlitve in je del izbirnega (selekcijskega) postopka, ki ga opravlja delodajalec, kadrovska služba ali druge agencije. Cilj razgovora je, da delodajalec najde čim primernejšega kandidata za določeno delovno mesto. 

## Vloga
Zaposlitveni razgovor je običajno izveden pred odločitvijo o zaposlitvi. Njegova vloga je, da na različnih področjih oceni kandidata za delovno mesto. Po navadi pred zaposlitvenim razgovorom število kandidatov že zožimo (npr. na podlagi pregleda življenjepisa, ustreznosti izobrazbe idr.) na manjše število s katerimi nato vodimo zaposlitveni razgovor. Včasih se omenjeni razgovori opravljajo tudi na zaposlitvenih sejmih ter dogodkih zaposlitvenega mreženja, vendar so takšni intervjuji v Sloveniji redki. Zaposlitveni razgovor naj bi bil eno najbolj uporabnih orodji ocenjevanja potencialnih zaposlenih, vendar je relativno drag za zaposlovalca ter je lahko v določenih primerih relativno neuspešen, predvsem, če izvajalec razgovora ni za izvedbo dobro izobražen oz. kvalificiran. Poleg tega takšen razgovor iskalcu zaposlitve dovoljuje vpogled v korporativno kulturo in potrebe delovnega mesta.
Zaposlitveni razgovor lahko poteka v večin delih, kar je odvisno predvsem od števila kandidatov za delovno mesto ter zahtevnosti delovnega mesta. Prvi deli razgovora so običajno bolj površinski in krajši, ter vključujejo manj predstavnikov delodajalca.  Kot začetni del razgovorov se najpogosteje uporablja telefonski razgovor, predvsem, če je kandidat stacioniran daleč od delodajalca.
Po tem, ko so zaposlitveni razgovori opravljeni v večini zaposlitvenih postopkov sledi izbor najbolj primernih kandidatov ter pogajanja o delovni ponudbi oz. pogodbi.

## Konstrukti zaposlitvenega razgovora
Kot posledica zelo razširjene uporabe zaposlitvenega razgovora je prišlo do mnogih raziskav, katerih cilj je bila identifikacija konstruktov, ki jih zaposlitveni intervjuji merijo oz. do katerih pridemo med potekom razgovora. Razumevanje takšnih konstruktov ter delovanja razgovorov nam najverjetneje pomaga najti kar najbolj ustrezne kandidate za določeno delovno mesto. Raziskave kažejo, da zaposlitveni razgovori razkrivajo, ocenjujejo ter izpostavljajo, kar najrazličnejše značilnosti kandidatov. Smiselno jih je razdeliti na tri kategorije. "Za delovno mesto pomembna vsebina", ki predstavlja podatke, za pridobitev katerih je bil zaposlitveni intervju zasnovan. "Nastop intervjuvanca", ki se ne nanaša neposredno na podatke in konstrukte, ki naj bi jih razgovor ocenjeval, temveč na vedenje kandidata, ki ima vseeno pomemben vpliv na končno oceno kandidata v zaposlitvenem postopku. Zadnja od kategorij pa je "za delovno mesto nepomembna vsebina". Je vsebina razgovora, ki načelno ne bi smela vplivati na končno oceno kandidata (npr. demografske značilnosti kandidata, spolna usmerjenost idr.), vendar ima včasih ne le neprimerne, temveč tudi nelegalni ter pristranski vpliv na končno oceno kandidata.

### Za delovno mesto pomembna vsebina
Zaposlitveni razgovori so načeloma usmerjeni. Torej zasnovani, da dajo kar najboljši vpogled v lastnosti kandidata, ki so pomembne za delovno mesto. Za delovno mesto pomembna vsebina razgovora je torej vsebina, ki  se nanaša na lastnosti kandidata na podlagi katerih je mogoče dobro oceniti (ne)uspešnost kandidata pri opravljanju nalog na določenem delovnem mestu. Omenjeno vsebino razgovora je mogoče razdeliti na tri kategorije, ki naj bi jih zaposlitveni razgovor raziskoval neposredno, preko vprašanj: Splošne lastnosti, izkustvene dejavnike ter ključne elemente dela. "Splošne lastnosti" naj bi bile relativno stabilne lastnosti. "Izkustveni dejavniki" se nanašajo na znanje, pomembno za delovno mesto, ki ga je kandidat pridobil skozi izkušnje. "Ključni elementi dela" pa vključujejo znanje, zmožnosti ter spretnosti, ki so pomembne za opravljanje nalog na delovnem mestu.

#### Splošne lastnosti
- Mentalne sposobnosti: Kandidatove zmožnosti učenja in procesiranja informacij.[3]
- Osebnostne lastnosti: Sprejemljivost, čustvena stabilnost, ekstrovertnost, vestnost ter odprtost za nove izkušnje.[2][3][4]
- Interesi, cilji ter vrednote: Kandidatovi motivi, cilji, usklajenost kandidata in organizacije.[3]

#### Izkustveni dejavniki
- Izkušnje: Predhodnje izkušnje, pomembne za delovno mesto.[3][4]
- Izobrazba: Znanje, pomembno za delovno mesto iz dosedanje izobrazbe.
- Usposabljanje/vadba: Znanje, pomembno za delovno mesto, ki izvira iz dosedanjega usposabljanja oz. vadbe.

#### Ključni elementi dela
- Deklerativno znanje: Kandidatovo naučeno znanje.[4]
- Proceduralne spretnosti in zmožnosti: Kandidatova zmožnost, da opravlja naloge, ki jih od njega zahteva delovno mesto.[5]
- Motivacija: Pripravljenost kandidata, da nameni potreben trud za opravljanje nalog na delovnem mestu.[6]

### Nastop kandidata
Poleg vsebin, ki jih razgovor naslavlja neposredno je za končno oceno kandidata za delovno mesto pomemben tudi nastop kandidata na razgovoru. Nastop kandidata se nanaša na vedenje med potekom zaposlitvenega razgovora, razkriva predvsem medosebne in socialne lastnosti kandidata, ki so morebiti pomembne za opravljanje nalog na delovnem mestu. Pogosto kandidat nezavedno kaže vedenja, ki vplivajo na njegovo končno oceno za primernost opravljanja nalog na določenem delovnem mestu. Vedenja lahko izvirajo tudi iz predhodnjih izkušenj s podobnimi zaposlitvenimi razgovori ali pa različnih vadb za izboljšanje nastopa na zaposlitvenih razgovorih. Nastop kandidata je sestavljen iz treh komponent.

#### Socialna učinkovitost
- Nadzor vtisa: Kandidatovi poizkusi za zagotovitev, da si zaposlovalec ustvari dobro mnenje o njih.[7][8]
- Socialne spretnosti: Kandidatova zmožnost, da prilagodi svoje vedenje, glede na zahteve situacije za zagotovitev kar najboljšega vpliva na zaposlovalca.[9]
- Samonadzor: Kandidatova kontrola vedenj, da bi nadziral svojo predstavo delodajalcu.[10]
- Relacijska kontrola: Poizkus kandidata, da bo nadziral potek razgovora.[11]

#### Medosebna prezentacija
- Verbalno izražanje: Ton govora, hitrost, premori.[12]
- Neverbalno vedenje: Pogled, nasmeh, premiki rok, geste, orientacija telesa.[13]

#### Osebno/kontekstualni dejavniki
- Vadba intervjuja: Učenje poteka razgovora, trening preko navideznega razgovora.[14]
- Izkušnje z intervjuji: Število že opravljenih razgovorov kandidata [15]
- Motivacija za intervju: Motivacija kandidata, da je na razgovoru uspešen.[16]
- Zaznana samoučinkovitost na intervjuju: Kako kompetentnega se kandidat počuti, da bo dobro opravil razgovor.[17]

### Za delovno mesto nepomembna vsebina
Nepomembne vsebine razgovora so tiste vsebine, ki niso pomembne za opravljanje nalog delovnega mesta, vendar lahko vseeno vplivajo na uspešnost kandidata na razgovoru. Zaželeno je, da zaposlovalec poizkuša izničiti oz. vsaj kar se da zmanjšati vplive teh dejavnikov. V mnogih državah obstajajo zakoni, ki prepovedujejo upoštevanje nekaterih od teh lastnosti pri ocenjevanju kandidatove primernosti za opravljanje nalog na delovnem mestu. Z uporabo strukturiranih razgovorov in prisotnostjo več oseb, ki vodijo razgovor ter ustreznim treningom je mogoče zgoraj omenjene dejavnike oz. njihove vplive na uspešnost kandidata v veliki meri odpraviti. V nadaljevanju so predstavljeni dejavniki za delovno mesto nepomembne vsebine in njihovi kratki opisi.
Privlačnost: Kandidatova fizična privlačnost lahko vpliva na zaposlovalčevo vrednotenje kandidatove uspešnosti na razgovoru.
Rasa: Belci naj bi bili na zaposlovalnih razgovorih bolj uspešni kot temnopolti in predstavniki latinskih kultur. Podobnost v rasi zaposlovalca ter kandidata pa naj ne bi vplivala na uspešnost kandidata na razgovoru.
Spol: Ženske naj bi bile na zaposlovalnih razgovorih nekoliko bolj uspešne, kot moški. Podobnost v spolu zaposlovalca naj ne bi imela vpliva na uspešnost kandidata na razgovoru.
Podobnosti v ozadju in odnosih: Zaznane podobnosti ali razlike v interesih, vrednotah, odnosih idr. s strani zaposlovalca naj bi imele vpliv na uspešnost kandidata.
Kultura: Imena, ki so specifična za tujo kulturo v povezavi s tujim naglasom naj bi negativno vplivala na uspešnost kandidata. Zanemarljiv vpliv pa naj bi imelo bodisi »tuje« ime ali pa »tuj« naglas kot samostojni dejavnik.
Razsežnosti konstruktov, do katerih kot delodajalci skozi razgovor s kandidatom pridemo so močno odvisne od stopnje strukturiranosti razgovora, vrste vprašanj, stopnje besedne in nebesedne komunikacije, naših in kandidatovih nagnjenj ter vrednot in mnogih drugih dejavnikov. Nekateri raziskovalci na primer poročajo o tem, da je za ugotavljanje nekaterih konstruktov, na primer mentalnih zmožnosti in spretnosti ter izkušenj, lažje in bolj učinkovito uporabiti različne psihološke teste in preizkuse. Na drugi strani pa naj bi zaposlovalni razgovori bolj učinkovito opredeljevali konstrukte, ki so povezani z osebnostjo kandidatov. Skratka, zaposlitveni razgovor je lahko eden najbolj učinkovitih in uporabnih orodji zaposlovalca, v kolikor ga le ta kombinira z drugimi tehnikami ugotavljanja primernosti kandidata za opravljanje določenega dela. Pri tem je pomembno opozoriti tudi na prilagajanje razgovorov individualnim, specifičnim potrebam kandidatov ter potrebam dela za katerega želimo najti primernega kandidata.

## Proces
Tipični zaposlitveni razgovor je srečanje enega kandidata z med enim in tremi predstavniki zaposlovalca. V mnogih primerih je ob razgovoru prisoten oz. razgovor vodi strokovnjak za kadrovanje. Dolžina razgovora se giblje od 15 minut do, le redko več kot dve uri. Velik del razgovora sestavlja poizvedovanje oz. izpraševanje predstavnikov zaposlovalca o kandidatovi delovni zgodovini, osebnosti, načinu dela in mnogih drugih dejavnikih pomembnih za delo. Kandidat praviloma dobi možnost za vprašanja proti koncu razgovora. Pogosto se pojavljajo tudi vprašanja o kandidatovih šibkih področjih. Njihov namen ni spravljanje kandidatov v zadrego ali dejansko poizvedovanje oz. zanimanje za šibkosti, temveč je njihov cilj izvedeti kako se kandidat spoprijema s svojimi šibkostmi. Poleg tega razkrije tudi nivo zmožnosti samorefleksije kandidata ter njegovo željo po izboljšanju. V splošnem so razgovori za kandidate z nižjo plačo ter manj zahtevnim delovnim mestom krajši, kot razgovori za višja, bolj odgovorna delovna mesta. Večina zaposlitvenih razgovorov je bolj ali manj formalnih. Večje kot je podjetje, ki zaposluje bolj formalen in strukturiran je običajno razgovor. Kandidati se običajno oblečejo nekoliko bolje in bolj formalno, kot bi se za na delo. Nekateri poklici zahtevajo posebne oblike zaposlitvenega razgovora. Na primer dela, ki so povezana z odrskim, umetniškim ustvarjanjem zahtevajo od kandidatov obliko zaposlitvenega razgovora, ki se imenuje avdicija. Zaposlovalci v zadnjem času od kandidatov zahtevajo tudi, da zasnujejo predstavitev, ki jo izvedejo med razgovorom. Namen tovrstnih predstavitev je, da zaposlovalec dobi vpogled v znanje oz. zmožnosti kandidata za javno nastopanje, izločevanje pomembnejših podatkov, kandidatovo razumevanje delovnega mesta in mnoge druge dejavnike pomembne za delovno mesto. Običajno kandidati skupaj z vabilom na razgovor dobijo le naslov ter časovno omejitev predstavitve, torej mora kandidat pokazati tudi svojo iznajdljivost ter kreativnost. V današnjih časih je strošek organizacije za slabo zaposlitev zelo visok, saj vključuje stroške zaposlitve, vadbe, odpravnine, vpad produktivnost in slab vpliv na moralo in še stroške nove zaposlitve. Posledično organizacije vlagajo vse več denarja v uspešno kadrovanje ter asimilacijo novih delavcev v okvir organizacije in novega delovnega mesta.

## Vrste zaposlitvenih razgovorov
Vrsta in število zaposlitvenih razgovorov je odvisna od velikosti, potreb in želja delodajalca, od zahtev delovnega mesta in od števila iskalcev zaposlitve, ki za delovno mesto kandidirajo.
Najpogostejše vrste zaposlitvenih razgovorov so:

#### Klasični razgovor
Delodajalec pridobiva odgovore na standardna vprašanja, kot npr. vprašanja o šolanju in izobra izobraževanju, delovnih izkušnjah, osebnostnih lastnostih, sposobnostnih in spretnostih ter vprašanja s področja posebnih zahtev delovnega mesta. Pri tej vrsti razgovora ima tudi kandidat možnost postaviti svoja vprašanja delodajalcu.

#### Strukturirani oziroma usmerjevalni zaposlitveni razgovor
Delodajalec ima pri tovrstnem razgovoru vnaprej pripravljen niz vprašanj, ki so navadno povezana z zahtevami delovnega mesta. Lahko se nanašajo na opis vedenja in na pretekle izkušnje ali se osredotočajo na to, kako bi obvladali neki položaj. Vsem kandidatom se postavijo enaka vprašanja in v enakem zaporedju, da so kandidati med seboj čim primerljivejši in enakovredni.

#### Polstrukturirani in nestrukturirani oz. ovinkasti razgovor
Delodajalec nima vnaprej pripravljenega niza vprašanj, zato sta polstrukturirani in nestrukturirani oziroma ovinkasti zaposlitveni razgovor nekoliko bolj nepredvidljiva. Izpraševalec sproti postavlja vprašanja kandidatu v obliki prostega pogovora in jih po potrebi širi s podvprašanji. Zaradi nekoliko večje sproščenosti in ohlapnosti takega razgovora je lahko pobudnik posameznih tem pogovora tudi kandidat.

#### Improvizirani razgovor
Delodajalec želi v tem primeru kandidata ogovoriti neposredno in se nagiba k temu, da je kar se da neuraden. Navadno sproti postavlja vprašanja, morda v obliki prostega pogovora, in jih po potrebi širi s podvprašanji. Za delodajalce je improvizirani razgovor uporaben predvsem v začetni fazi izbiranja, ko želijo kandidate povprašati o osnovnem in ugotoviti, ali so zares zanimivi za zaposlitvene razgovore v ožjem izboru.

#### Situacijski ali kompetenčni razgovor
Pri tovrstnem zaposlitvenem razgovoru je poudarek na ugotavljanju kompetenc za določeno delovno mesto. Cilj delodajalcev je pridobiti kandidate, ki imajo ustrezne kompetence, kar pomeni, da imajo določene lastnosti, znanja in veščine, ki jih bodo v določeni situaciji tudi dejansko uporabili za uspešno opravljanje neke naloge. Vprašanja v razgovoru so naravnana na situacijo ali na opis uspešno opravljene naloge v preteklosti. Na primer, ko kandidat navede, da se dobro razume s strankami, mu delodajalec postavi tako vprašanje, da mora opisati konkretno situacijo, ko se je srečal z zelo zahtevno stranko.

#### Stresni zaposlitveni razgovor
Pri tej vrsti intervjuja delodajalci kandidata postavijo v stresno situacijo, da bi videli, kako bo kandidat ravnal v danih okoliščinah. Namen takega zaposlitvenega razgovora je oceniti vedenje in zrelost kandidata v posebno težkih situacijah ali pod pritiskom. Ta vrsta razgovora se torej uporablja takrat, ko je pomembna zahteva delovnega mesta ustrezno reagiranje na stres, sporne in problemske situacije.

#### Razgovor »med kosilom«
Taki razgovori so navadno manj formalni in družabni. Delodajalci se zanje odločajo, kadar želijo pri kandidatu preveriti sposobnost navezovanja medosebnih stikov, komuniciranja in primernosti vedenja. Delodajalec bo podatke pridobil s postavljanjem vprašanj v obliki prostega pogovora in jih po potrebi širil s podvprašanji.

## Strategije kandidatov in njihova vedenja

### Nebesedna vedenja
Čeprav glavni del razgovora predstavljajo besedni odgovori kandidata na relevantna vprašanja zaposlovalca, ne smemo pozabiti tudi na pomembnost nebesednih odgovorov, ki spremljajo besedne. Torej na presojo primernosti kandidata s strani zaposlovalca vpliva tudi na kakšen način kandidat odgovarja na vprašanja oz. na kakšen način podaja odgovore, ne le vsebina podanega odgovora. Ta nebesedna vedenja lahko delimo na dve skupini. In sicer na vokalne ter na vizualne znake. Pod vokalne znake spadajo artikulacija, višina glasu, tekočnost govora, pogostost premorov, hitrost govora idr. Med vizualne znake pa lahko uvrstimo nasmeh, očesni stik, orientacija telesa glede na sogovornika, geste, drža idr. Nekateri avtorji pod vizualne znake uvrščajo tudi fizično privlačnost kandidata, vendar več o tem v naslednjem odstavku. Mnenja o velikosti vpliva na izid razgovora so deljena. Nekateri verjamejo, da ima nebesedno vedenje zelo velik vpliv na potek razgovora, med tem ko so drugi avtorji odkrili relativno majhen vpliv na rezultat razgovora, še posebej v primerih, ko so kandidati svoje zmožnosti in značilnosti ter izobrazbo natančno opisali v svojem življenjepisu. Povezava med nebesednimi vedenji ter rezultatom razgovora naj bi bila močnejša pri strukturiranih razgovorih in šibkejša pri nestrukturiranih. Običajen vpliv nebesednih znakov se deloma povezuje tudi s konstrukti, ki se sicer ocenjujejo z vedenjem kandidata na splošno. Na primer, nekdo ki kaže pozitivne nebesedne znake, kot so nasmeh, očesni kontakt ter drža nagnjena proti sogovorniku je zaznan kot bolj zanesljiv, kredibilen, všečen, topel, uspešen, motiviran , socialno zmožen ipd.
V določeni meri se nebesedno vedenje in vsebina odgovorov kandidata seveda ujemata oz. zaposlovalcu podajata skladne podatke o kandidatu. Pri tem pa je potrebno upoštevati dejstvo, da nebesedno vedenje ima svoj vpliv na potek razgovora, ki presega le vpliv besednega dela razgovora oz. vpliv vsebine odgovorov. Posledično je zelo pomembno, da se tako kandidat, kot tudi predstavnik(i) zaposlovalca zavedajo omenjenega vpliva in so pozorni, na to, kar posredujejo sogovorniku skozi nebesedno vedenje.

### Fizična privlačnost
Včasih se zgodi, da predstavniki zaposlovalca sodijo kandidate glede na njihov videz, čeprav ta ni pomemben za delovno mesto. Ljudje pogosto pripisujemo pozitivne lastnosti fizično privlačnejšim osebam, kot tistim, ki so manj privlačni. Če zaposlovalec nekoga prepozna, kot privlačnega in nekoga kot neprivlačnega in se hkrati tega ne zaveda to potencialno močno vpliva na presojo kandidatovih sposobnosti. Posledično je verjetno, da bo posameznik, ki je zaznan kot fizično privlačnejši na za delo pomembnih konstruktih ocenjen z večjo mero naklonjenosti, kot tisti, ki je zaznan kot fizično manj privlačen. Prav tako je verjetno, da si bomo o nekom, ki je fizično privlačen ustvarili boljši prvi vtis, ki pa lahko kasneje vpliva na našo presojo kandidatov Na področju podjetništva naj bi imeli fizično privlačnejši posamezniki prednosti v mnogih pogledih, kot so zaznana usposobljenost za delo, priporočila, predviden uspeh na delovnem mestu, odpravnine idr. Avtorji opozarjajo, da ima fizični izgled posebej močan vpliv pri odločitvah o izbiri kandidata, ko ima več kandidatov zelo podobno stopnjo usposobljenosti za delo. Prav tako privlačnost nima močnega vpliva, če so kandidati med katerimi izbiramo zelo kvalitetni in obratno ima fizična privlačnost večji vpliv, ko izbiramo med kandidati, ki so v povprečju slabo slabše kvalitete. Poleg tega, da se kot predstavnik zaposlovalca zavedamo možnega vpliva fizične privlačnosti, je pomembno tudi, da poizkušamo morebitne vplive le te zmanjšati. Eno najboljših orodji za ta namen je, da razgovor strukturiramo in ne vrednotimo fizične privlačnosti razen, če ni ta neposredno povezana z uspešnostjo na delovnem mestu.

### Trening in vadba
Na trgu je mnogo različnih storitev ter orodji s katerimi naj bi si kandidati pomagali pri izboljšanju učinkovitosti na zaposlitvenem razgovoru. Informacije, ki jih uporabljajo kandidati prihajajo iz mnogih virov; od različnih priročnikov do raznih delavnic, ki naj bi kandidata usposobile za bolj uspešen potek zaposlitvenega razgovora. Nekateri viri pomoči oz. izboljšanja kandidatov se usmerjajo na samoprezentacijo kandidatov na razgovoru. Ta obsega vse od stila oblačenja, do nebesedne komunikacije. Cilj drugih virov je izboljšanje odgovorov na vprašanja med razgovorom. Torej se ukvarjajo predvsem z izboljšanjem razumevanja kriterijev oz. konstruktov glede na katere bo zaposlovalec kandidata ocenjeval. Običajno poveča uspešnost kandidata že samo znanje o poteku, strukturi ter vrstah razgovorov s katerimi se lahko srečajo. Zelo pogosto se v sklopu delavnic za izboljšanje izida razgovora prakticirajo neke vrste poizkusni razgovori z vodjo delavnice, ki zmanjša anksioznost kandidatov med pravim razgovorom ter opozori na morebitna šibka področja kandidata.
Pomembno je da izobraževanje za oz. o razgovoru obravnavamo v luči ciljev, ki jih imata kandidat in zaposlovalec. Cilj kandidata je, da opravi razgovor kar se da dobro in dobi zaposlitev. Cilj zaposlovalca pa je, da skozi razgovor pridobi podatke, ki so pomembni za oceno uspešnega opravljanja nalog na delovnem mestu. Lahko bi domnevali, da izobraževanje o razgovoru ukrivi realno sliko o kandidatovih sposobnostih v njegov prid, vendar glede na različne raziskave temu ni tako. Pri strukturiranih razgovorih naj bi izobraževanje kandidatov povečalo veljavnost ter zanesljivost razgovora in s tem bolj verjetno omogočilo, da bo izbran kandidat, ki bo na delovnem mestu bolj uspešen. Prav tako kandidati, ki imajo znanje o razgovoru zaposlovalcu bolj efektivno in podrobno podajajo informacije o svojih sposobnostih in olajšujejo izbor med kandidati. Dosedanji rezultati raziskav na tem področju kažejo, da ima trening in izobraževanje o zaposlovalnem razgovoru pozitiven vpliv tako za kandidata, kot tudi za zaposlovalca.

### Pretvarjanje
Zaposlovalec mora biti pozoren na morebitno pretvarjanje kandidata med razgovorom. Pretvarjanje se nanaša na socialno zaželenost (težnjo kandidata, da se predstavijo na način, ki bo v sogovorniku vzbudil naklonjenost) in upravljanje vtisa (zavedni in nezavedni vpliv na percepcijo drugega med interakcijo). V kontekstu zaposlovalnega razgovora se kot pretvarjanje razume zavestno izkrivljanje in prilagajanje odgovorov na vprašanja zaposlovalca z namenom doseganja boljših rezultatov razgovora in/ali ustvarjanje naklonjenih vtisov na zaposlovalca.
V kontekstu zaposlitvenega razgovora lahko zasledimo štiri skupine pretvarjanja oz. izkrivljanja realnih podatkov. Prva skupina zajema vedenje s katerim kandidat sebe prikaže kot idealnega kandidata za delovno mesto s tem, da precenjuje svoje zmožnosti, prilagaja odgovore da se bolje prilegajo delovnem mestu in s tem, da ustvarja vtis, da se njegove osebne vrednote, prepričanja ter nagnjenja dobro ujemajo z organizacijo v kateri bo delo potekalo. V drugo skupino lahko uvrstimo pretvarjanje, pri katerem kandidat predstavi tuje izkušnje kot svoje ali pa si izmisli popolnoma neresnične izkušnje in lastnosti ter spretnosti. Tretja skupina se nanaša na pretvarjanje s ciljem varovanja kandidatove podobe. Kandidat izpušča določene negativne izkušnje ter prikriva lastnosti, ki so za delovno mesto zaznane kot negativne. Sebe lahko tudi ločuje od določenih negativnih izkušenj. V četrto skupino bi lahko uvrstili prilizujoča vedenja kandidata. Torej, da daje predstavniku zaposlovalca in organizaciji sami neiskrene pohvale in komplimente.
Od zgoraj naštetih primerov pretvarjanja in izkrivljanje realnosti je najpogostejše prav neiskreno hvaljenje in prilizovanje zaposlovalcu. Najmanj pogosto pa je dejansko izmišljevanje odgovorov ter pripisovanje tujih izkušenj sebi. Na žalost se je pretvarjanje izkazalo za »dobro« taktiko na zaposlitvenem razgovoru, saj naj bi tisti, ki si odgovore izmišljujejo večkrat dobili službo ali pa se uvrstili v naslednji krog razgovorov. Če bi se zaposlovalec rad izognil vplivu pretvarjanja mora uporabiti strukturiran razgovor o preteklih vedenjih in manj uporabljati dodatna vprašanja, saj ta omogočajo, da kandidati priredijo odgovore. Prav tako ne smejo sugerirati lastnosti, ki jih želijo najti, saj večina kandidatov omenjene lastnosti nato hitro pripiše sebi.

## Formalne omejitve
Slovenska zakonodaja prepoveduje vprašanja o zakonskem in družinskem stanu, nosečnosti, načrtovanju družine in druga osebna vprašanja, ki niso povezana z delom na delovnem mestu. Prepovedana so tudi vprašanja o rasnem in etičnem poreklu, o političnih, verskih in ideoloških prepričanjih, o članstvih v klubih, spolni usmerjenosti in zdravju.